# Kulturološke razlike u pogledu facijalne ekspresije emocija
Kulturološke razlike u pogledu facijalne ekspresije emocija (engl. Cultural Differences in the Judgments of Facial Expressions of Emotion) psihološki je ekspriment koji su sproveli Pol Ekman i Valter Frajzen. U ovom eksprerimentu je ispitanicima bio prikazan niz crno-belih fotografija na kojim je bilo prikazano osnovnih 6 emocija: sreća, iznenađenje, tuga, strah, gađenje i ljutnja.

## Ocenjivane facijalne ekspresije[1]
Facijalne ekspresije pokazivane posmatračima su iz tri izvora: nameštene emocije, spontani izrazi, fotografije na kojima su modeli pratili instrukcije o tome koje mišiće da pomeraju. Velika količina fotografija je ocenjena sa Ekmanovim i Frizenovim (1978) "Facijalnim Akcijama Koding Sistemom" da se odredi mišićna akcija koja proizvodi svaki izraz. Tri slike su bile izabrane za svaku od 6 emocija: ljutnju, gađenje, strah, sreću, tugu, i iznenađenje. Izabrane slike su bile najbolji primeri Ekmanovog i Frizenovog opisa mišićne konfiguracije koji univerzalno pokazuju te emocije. Prezentovano je 18 crno-belih fotografija i na njima glave pet odraslih belih muškaraca i četiri bele žene između 30 i 40 godina starosti. Tri žene su doprinele izražavanju 2 emocije, a četvrta žena je pokazala jednu ekspresiju. Dva muškarca su doprinela ekspresiji za 3 emocije, jedan je dao ekspresije za 2 emocije, dok su ostala 2 muškarca dala po jedan izraz svaki.

## Posmatrači
Ekman i Fizen su tražili da uključe što više različitih kultura. Mada je konačna selekcija zavisila od mogućnosti koji naučnici su hteli da učestvuju u ovom istraživanju, 10 zemalja u kojima je istraživanje sprovedeno je uključilo 8 jezika kao i zapadne i nezapadne zemlje. Japan i Sumatra su poznate po tome da se značajno razlikuju od zapadnjačke kulture u njihovom stavu o ekspresiji emocija. U svakoj zemlji posmatrači su bili sličnih godina i obrazovanja (studneti fakulteta). Uzorci su bili iz Estonije S.S.R. (N=85), Grčke (61), Hong Konga (29), Italije (40), Japana (98), Škotske (42), Sumatre (36), Turske (64) i Sjedinjenih Američkih Država (30).

## Zadatak, ocene i procedura
Na svakom jeziku, sedam Engleskih emocija su prevedene na izvorni jezik i onda prevedene na Engleski od strane druge osobe da bi se verifikovala istinitost prevoda. Sa dva izuzetka, naučnik koji je uradio prevod sa Engleskog na izvorni jezik i onda sakupio podatke je bio iz kulture u kojoj se test sprovodio. Dva izuzetkasu bili Sumatra i Turska, gde su podaci sakupljeni od strane Karla Heidera na jeziku Indonezije i Viliama LeKompte gde su podaci sakupljeni na turskom jeziku. Sedam engleskih emocionalnih izraza su predstavljeni jednom rečju za pokazanu ekspresiju (ljutnja, gađenje, strah, sreća, tuga, iznenađenje i podlost). Mada prethodna istraživanja nisu dozvoljavala podlost kao odgovor. Ovde je podlost ponuđen kao posebna opcija zbog interesa da li se podlost može razlikovati od ekspresije gađenja. Pripremljene fotografije su bile 35-omilimetarski slajdovi tako da su mogle biti prikazane grupi posmatrača. Isti nasumičan raspored slika je korišćen u svakoj kulturi. Prvi put posmatrači  su videli sliku 10 sekundi, tokom kog vremena su bili upućeni da markiraju na listu sa odgovorima jednu od sedam emocionih izraza i da pokažu svoj sud o svakoj ekspresiji. Pre nego što su posmatrači videli ekspresiju po drugi put, instrukcije su pokazale da neke ekspresije mogu pokazati više emocija u isto vreme iste ili razlicite jacine,  dok  druge ekspresije mogu pokazati samo jednu emociju. U svom drugom viđenju, posmatrači su bili upućeni da ocene da li je svaka od prikazanih emocija prisutna ili ne, i ako je prisutna da ocene njenu jačinu na skali od 1 do 8. Za jedan kao slabu, 4 srednju i 8 jaku emociju. Ovaj put slajdovi su pokazani 30 sekundi, tokom kojih su posmatrači napravili sud o intenzitetu svih sedam emocija za svaku ekspresiju.

## Rezultati eksperimenta

### Ponavljanje rezutata o univerzalnosti
Zato što su 3 ekspresije za svaku od 6 emocija procenjene od strane članova 10 kultura, bilo je 180 mogućnosti da se kulture slože međusobno a isa Ekmanovom i Frizenovom pretpostavkom koje emocije su  univerzalno pokazane pomoću svake facijalne ekspresije. Posmatrajući prvo jednu mogućnost, izraz emocija izabran od strane većine subjekata u svakoj kultuti, kao što je i predviđeno, bio je 172 od 180 puta. Ovaj veliki procenat slaganja kultura podržava hipotezu i Pretpostavku 1, ponavljajući prethodne pronalaske koji su takođe koristili zadatak ocene jedne emocije. Hipoteza 1 predviđa da će biti saglasnosti  kultura u tome koja emocija je pokazana u svakoj ekspresiji kada su posmatrači ograničeni na jednu opciju. Ova hipoteza jednostavno predviđa da će prethodna otkrića zadatka ocene jedne-emocije biti ponovljena.
Sledeća tabela predstavlja procentualne rezultate svake kulture koja je ocenjivala emocije. Brojevi u tabeli su veoma slični rezultatima objavljenim pre 15 godina sa različitim fotografijama i posmatračima. Mada ima nekih varijacija u rezultatima, najvažnije za Hipotezu 1 je da je većina posmatrača u svakoj kulturi ocenila emocije kao što se pretpostavljalo. 
| Nacija    | Sreća | Iznenađenje | Tuga | Strah | Gađenje | Ljutnja |
| --------- | ----- | ----------- | ---- | ----- | ------- | ------- |
| Estonija  | 90    | 94          | 86   | 91    | 71      | 67      |
| Nemačka   | 93    | 87          | 86   | 86    | 61      | 71      |
| Grčka     | 93    | 91          | 83   | 74    | 77      | 77      |
| Hong Kong | 92    | 91          | 80   | 84    | 65      | 73      |
| Italija   | 97    | 92          | 91   | 82    | 89      | 72      |
| Japan     | 90    | 94          | 87   | 65    | 60      | 67      |
| Škotska   | 98    | 88          | 86   | 86    | 79      | 84      |
| Sumatra   | 69    | 78          | 91   | 70    | 70      | 70      |
| Turska    | 87    | 90          | 76   | 76    | 74      | 79      |
| SAD       | 95    | 92          | 92   | 84    | 84      | 81      |

Mada ovi rezultati podržavaju Hipotezu 1, izračunat je i koeficijent korelacije da se dobije test značajnosti. Koeficijent korelacije ocenjuje do koje mere su ocene bile iste kao što su predviđne. U svih 10 kultura koeficijenti korelacije  su bili znatno ispod 0.001 nivoa značajnosti. Od 180 koeficijenata korelacije (18 fotografija x 10 kultura), 178 su bile znatno ispod nivoa od 0.01. Hipoteza 2 predviđa ista otkrića čak i kada posmatrači mogu da izaberu više od jedne emocije, zavisno od intenziteta svake emocije. Hipoteza 2 predviđa da će biti saglasnosti među kulturama u pogledu najjačih emocija u svakom izrazu kada je posmatračima dozvoljeno da registruju prisustvo do 7 emocija. Ova hipoteza predviđa da dozvoljavanje ocenjivanja više-emocija neće eliminisati slaganje između kultura.
Hipoteza 2 je bila podržana 177 od 180 puta, emocija najjače rangirana od strane velikog broja posmatrača u svakoj kulturi je bila predviđena emocija od strane Ekmana i Frizena. Ovo je prva evidencija o slaganju kultura o najjače izraženoj emociji kada su posmatrači mogli da izaberu više od jedne emocije.
Koeficijenti korelacije su bili izračunati za ocenu intenziteta emocija. Opet su svih 10 koeficijenata korelacije bili značajni. 

### Postoji li slaganje u drugoj po intenzitetu emociji?
Hipoteza 3 pretpostavlja  da će biti saglasnost između kultura u tome koja emocija je doživljena kao druga po intenzitetu u svakoj ekspresiji. Ova pretpostavka je manje značajna jer nije bilo univerzalnosti o drugoj najznačajnijoj emociji u prethodnim istraživanjima. Hipoteza 3 može da se testira samo sa onim izrazima za koje je posmatrač ocenio da imaju više od jedne emocije (tj. da je to mešavina radije nego ekspresija jedne-emocije). Mada je selekcija fotografija poštovala Ekmanovo i Frizenovo uputstvo o isključenju fotografija koje su prikazivale mešavinu emocija, ovo uputstvo nije bilo napravljeno tako da isključuje mešane emocije u kojima je druga emocija izražena sa manje intenziteta nego prva. Prilikom testiranja Hipoteze 3 primenjeni su sledeći kriterijumi: (a) Druga najjača emocija mora da  ima vrednost najmanje 1.5 na skali od (0) do (8). (b) najmanje pola sudija u okviru kulture treba da se slože sa ovom ocenom o intenzitetu. (c) najmanje dve kulture treba da zadovolje kriterijum (a) i (b). Bilo je ukupno 180 mogućnosti za ocenjivanje (18 ekspresija x 10 nacija) da zadovolji ovaj kriterijum. Kriterijum je bio zadovoljen 98 puta, ulključujići ocenjivanje 13 od 18 ekspresija. Nijedna od fotografija izabrana da izraze sreću nije zadovoljila kriterijum za izražavanje druge emocije. Fotografije koje su izražavale tugu i iznenađenje veoma retko su zadovoljavale kriterijum za izražavnje druge emocije da bi se uključile u dokazivanje Hipoteze 3. Potpuno slaganje 10 kultura  je postignuto u ocenjivanju druge emocije izražene kao strah i gađenje. U svakoj kulturi za ekspresiju gađenja druga emocija je bila prezir. U svakoj kulturi koja je kao primarnu emocijuimala strah, druga emocija je bila iznenađenje.

### Kulturološke razlike u intenzitetu ocenjivane emocije
Hipoteza 4 predviđa da će biti slaganje u intenzitetu emocija. Ova hipoteza je zasnovana na Ekmanovom i Frizenovom radu o međukulturnom slaganju u oceni intenziteta.Da bi testirali Hipotezu 4 autori su izveli statistički test MANOVA gde su kulture bile nezavisno promenljive, a glavni intenzitet 6 emocija kao 6 zavisnih promenjljivih. Rezultati su pokazali značajne razlike u 6 emocija između kulura. Autori su pokušali da to objasne pomoću dva moguća objašnjenja. 
1. Ljudi ce proceniti da su izrazistaranca manjeg intenziteta nego izrazi ljudi njihove kulture.
2. Posmatrači koji su ocenjivali na drugim jezicima osim engleskog su ocenili različit itenzitet emocije nego posmatrači na engleskom.

## Zaključak
Glavni i najznačajniji zaključak ovog rada je da postoji slaganje među kulturama u njihovoj interpretaciji facijalnih ekspresija. Tri nova istraživanja podržavaju naučnu tvrdnju da postoji univerzalnost u facijalnim ekspresijama. Prvo, među-kulturno slaganje nije zavisno od ograničavanja posmatrača na jednu emociju za svaku ekspresiju. Čak i kada je posmatračima bilo dozvoljeno  da pokažu da ekspresije pokazuju više emocija postojalo je slaganje u tome koja je emocija najsnažnija. Drugo, među-kulturno slaganje nije smo ograničeno na najjaču emociju izraženu na licu. Postojalo je veoma veliko slaganje između kultura u izraženoj drugoj najjačoj emociji.Treće, među-kulturno slaganje nije bilo samo koja emocija je izražena nego i jačina emocije. Sa nekoliko izuzetaka, kulture su se složile i u tome koja od dve različite ekspresije je intenzivnija.
Jedno moguće ograničenje ovog istraživanja je da su svi posmatrači bili studeni, koji su bili izloženi istim medijima koji su prikazivali facijalne izraze. Skoro 20 godina pre ovog rada, zabrinuti da njihova istraživanja o univerzalnosti facijalnih ekspresija mogu biti rezultat učenja značenja ekspresije iz javnih medija pre nego rezultat evolucije. Ekman i Frizen  su proučavali posmatrače u izolovanoj Fori kulturi. Oni su našli da su ekspresije ljutnje, gađenja, straha, tuge, i sreće ocenjene istood strane Fori plemena kao i studenti u Americi. Polazeći od ovoga pretpostavlja se da bi manje obrazovani ljudi iz ispitanih kultura  dali iste odgovore kao i studenti u pogledu facijalnih ekspresija.
Dodatno istraživanje je potrebno da ponudi objašnjenje zašto su druge emocije opažene za gađenje, strah, i ljutnju ali ne za srećne ekspresije i veoma malo za ekspresije tuge i iznenađenja.
Tri promene u istraživanju mogle bi da doprinesu otkrivanju kulturnih razlika :
1. svaki facijalni izraz bi trebao biti pokazan ljudima koji se razlikuju u rasi, polu i godinama;
2. facijalne ekspresije trebalo bi proučavati na samo jednoj strani lica gde se muskularni znaci emocija vide
3. kulture izabrane za istraživanje trebale bi biti one kod kojih su se etnografska istraživanja pokazala različita ponašanja u doživljavanju ili izražavanju specifičnih emocija.

U ovom eksprimentu su prvi put značajno korišćene mikroekspresije. Ova studija od strane Ekmana i Friesena je naučno pokazala ono što je već sumnjano da su facijalne ekspresije emocija, univerzalne. Međutim, pitanje je “Šta je značaj ovog istraživanja?”. Deo odgovara na ovo pitanje je diskusija o nasleđu i gajenju, koja ljudska ponašanja su prisutna na rođenju a koja su stečena kroz učenje. Pošto facijalne ekspresije za 6 emocija u ovom ekserimentu izgleda da nisu podložne kulturnim razlikama, moguće je zaključiti da su one urođene.
U skorašnjoj publikaciji naslovljenoj "Kulturne Konfuzije Pokazuju da Facijalne Ekspresije Nisu Univerzalne", Rejčel Džek i njene kolege su izazvale autore stotinak studija koje dokumentuju univerzalnost facijalnih ekspresija emocija. Međutim njihov pronalazak je da su određene emocije malo drugačije u Istočnoj Aziji, tako što su ljudi iz ovih kultura naučili da se fokusiraju više na oči nego na nos i usta govornika.